# Syndicate: American Revolt
Syndicate: American Revolt è un'espansione del videogioco del tipo sparatutto strategico Syndicate. L'espansione è stata prodotta dalla Bullfrog Productions nel 1993 e necessita del videogioco originale per essere utilizzata.

## Trama
Il videogioco è ambientato nel XXII secolo. Il mondo è comandata da una megacorporazione l'Eurocorp. La società divenne estremamente ricca e influente con l'invenzione di un impianto cibernetico chiamato CHIP. Il CHIP permette di alterare la percezione della realtà nelle persone immergendole in una realtà virtuale illusoria, comandata a piacere dalla Eurocorp. Recentemente nell'Eurocorp si è infiltrata un'organizzazione criminale (The Syndicate).
Il giocatore veste i panni di un giovane elemento del Syndicate e il suo obiettivo è fermare una massiccia rivolta nel settore americano. La rivolta è talmente violenta da mettere in pericolo la stessa esistenza della Eurocorp.

## Modalità di gioco
Il gameplay del gioco non è cambiato dal precedente Syndicate, il giocatore utilizzando un team di agenti deve terminare le 50 missioni che compongono l'espansione. L'espansione mette a disposizione anche nuove armi e impianti.